# ماثيو سانس
ماثيو سانس (16 يونيو 1988 بتولون في فرنسا - ) (بالفرنسية: Matthieu Sans)‏ هو لاعب كرة قدم فرنسي في مركز الدفاع. لعب مع نادي أرليه أفينيون ونادي باستيا ونادي جازيليك أجاكسيو ونادي نيور.

## روابط خارجية
- ماثيو سانس على موقع رابطة كرة القدم الفرنسية للمحترفين (الإنجليزية)
- ماثيو سانس على موقع قاعدة بيانات كرة القدم.إي يو (الإنجليزية)
- ماثيو سانس على موقع AS.com (الإسبانية)